# Hermann Haußer

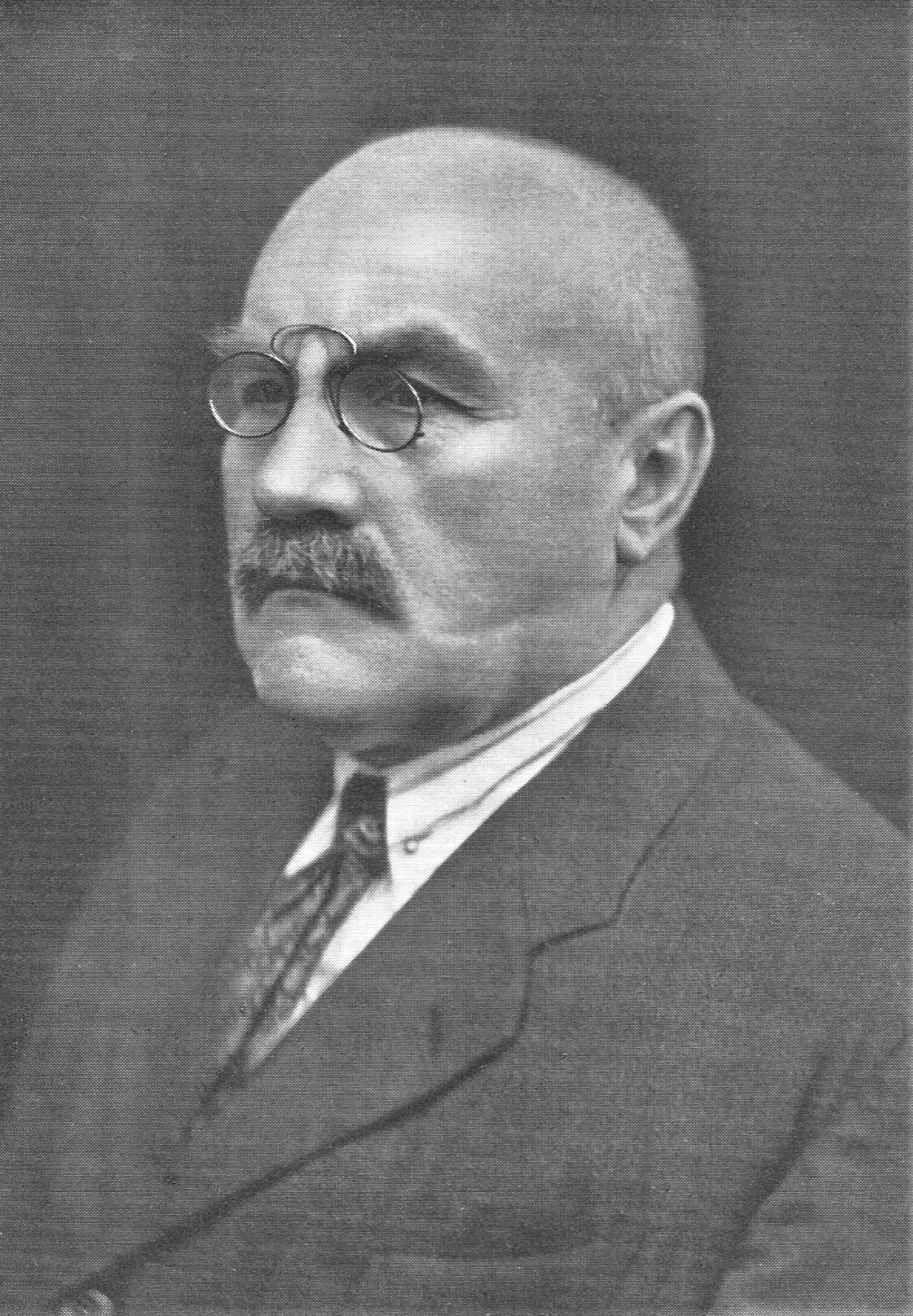
Hermann Haußer (um 1911)

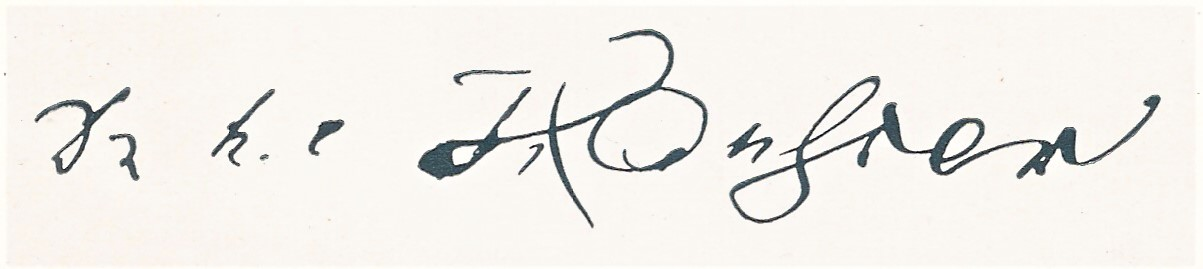
Unterschrift von Hermann Haußer (1927)

Hermann Haußer (* 3. März 1867 in Ludwigsburg; † 19. Oktober 1927 in Tübingen) war ab 1896 Polizeiamtmann, ab 1897 Stadtschultheiß und von 1903 bis 1927 Oberbürgermeister von Tübingen. Er war Mitglied der Landsmannschaft Ulmia, der ältesten Studentenverbindung an der Eberhard Karls Universität Tübingen. Er starb im Amt überraschend an einem Herzinfarkt.

## Stadtentwicklung
In den 30 Jahren der Haußerschen Amtszeit hat sich der Wachstums- und Modernisierungsprozess der Universitätsstadt deutlich beschleunigt. Selbst der Erste Weltkrieg hielt diese Entwicklung nur für kurze Zeit auf. Einer amtlichen Zählung zufolge wurden während der Amtszeit von Haußer mehr als 830 Bauwerke in Tübingen errichtet, darunter eine stattliche Anzahl, die unter städtischer Regie entstanden, zum Beispiel die drei großen Schulen an der Uhlandstraße, das Elektrizitätswerk an der Nonnengasse, das neue Gaswerk im Eisenhut sowie das Uhlandbad an der Karlstraße, das über eine moderne Fernwärmeleitung mit heißem Wasser versorgt wurde.
Die rege Bautätigkeit ging einher mit einem steilen Anstieg der Einwohnerzahlen von 14.000 Personen 1897 auf annähernd 22.000 im Jahr 1927. In gleichem Maße hatte sich die Zahl der Studenten von etwa 1300 auf fast 2800 erhöht. Die Universität hatte deshalb ihre „Reserveflächen“ in der Wilhelmsvorstadt bebaut, zum Beispiel die neue Universitätsbibliothek an der Wilhelmstraße.
Das seit 1877 anhaltende Wachstum zwang die Stadt zum kräftigen Ausbau ihrer Infrastruktur. Nach einer Berechnung des Stadtvermessungsamtes von 1927 wurden in den vorherigen 50 Jahren etwa 20 km Ortsstraßen mit 36,6 km Gehwegen ausgebaut. Straßen, Wege und Plätze befestigte man mit 85.600 m² Pflastersteinen und zur Versorgung der Haushalte verlegte man nicht weniger als 25 km Wasser- und 29 km Gasleitungen.
Das Militär – neben Universität, Eisenbahn und Gewerbe das vierte Standbein der Tübinger Stadtentwicklung – erhielt in der Südstadt eine neue Kaserne (Lorettokaserne). Die Entwicklung in der Südstadt entsprach aber sonst nicht ganz den Erwartungen, die man ursprünglich gehegt hatte. In dem Stadtteil der ausgangs des 19. Jahrhunderts als Industrieviertel projektiert worden war und zunächst auch kräftigen Zuwachs erhalten hatte, dominierte im Laufe der Zeit immer mehr die Wohnbebauung.

## Heimatschutzstreit und Alleengezänk
Die Tübinger Lindenallee auf dem Oberen Wöhrd, die sich einst vom Hirschauer Steg, der heutigen Alleenbrücke, bis zur Weilheimer Markungsgrenze erstreckte, wurde durch den Bau der Ammertalbahn, zweier Verkehrsstraßen und später einer Umgehungsstraße zerstört. Heute stehen nur noch wenige der alten Baumriesen. Sie war nicht nur eine beliebte Promenade, sondern war auch Schauplatz zahlreicher „Naturkneipen“ der Tübinger Verbindungsstudenten. Alljährlich am Fronleichnamstag zog zuerst die Tübinger Königsgesellschaft Roigel in die Allee. Im Schatten der Bäume ließ sie dort ein mit Bier gefülltes Trinkhorn kreisen, und alle Passanten waren zum Mitfeiern eingeladen.
Auf einer Sitzung des Stadtrats am 19. Dezember 1908 wurde im Zusammenhang mit der Trassenführung der Ammertalbahn von Tübingen nach Herrenberg einem auf die Schonung der schönen alten Lindenbäume dringenden Bürgerausschussmitglied vom Ratsvorsitzenden eröffnet, man möge „dem dortigen Baumbestand alle nur mögliche Schonung angedeihen lassen, schließlich dürfe man aber doch auch in der Erhaltung alter Bäume nicht zu weit gehen, wenn wichtigere, auf viele Jahrzehnte hinaus vorliegende Interessen dem entgegenständen.“
Vehement wiesen der Oberbürgermeister Hermann Haußer und die Gemeinderäte auf einer Sitzung am 9. Januar 1909 die Forderungen Prof. Konrad Langes im Auftrag der Tübinger Universität zurück, der sich zu einer geharnischten Stellungnahme herausgefordert gesehen hatte. Er warf der Stadtverwaltung eine Informationen verschleppende, ja gar unterschlagende Politik vor.
Dieser „Heimatschutzstreit“, wie die Auseinandersetzung bald genannt wurde, spaltete die Stadt für viele Monate in zwei geradezu feindliche Lager. Immer wieder flammte das „Alleengezänk“ auf. Ein letztes Mal, recht heftig, als es Ende 1910 um die Bebauung der Bahnhofstraße ging. Im Umfeld dieser Auseinandersetzung wurde 1909 der Schwäbische Heimatbund gegründet. Er hatte damals zum Ziel, dass die Industrialisierung nicht mehr des Alten zerstört, als wirklich notwendig.
Es ist erstaunlich, wie schnell man auf sachlicher Basis eine Lösung fand. Die Gemeindevertretung ließ sich, wie der Oberbürgermeister in seinem Verwaltungsbericht von 1927 aus der Rückschau schrieb „durch das ihr gegenüber entwickelte feindliche Pathos nicht einschüchtern“, baute die Eisenbahntrasse nach den alten Plänen, doch nun „unter möglichster Rücksichtnahme auf die idealen Interessen des Heimatschutzes“. Zur Lösung des Konflikts trug ganz wesentlich die Offenlegung der Absichten, Formen und Auswirkungen der Pläne bei, „die Schaffung eines klaren Tatbestands und einer sicheren Umgrenzung des Unternehmens sowie die Zusicherung auf tunlichste Schonung all des Bestehenden und Erhaltungswürdigen.“

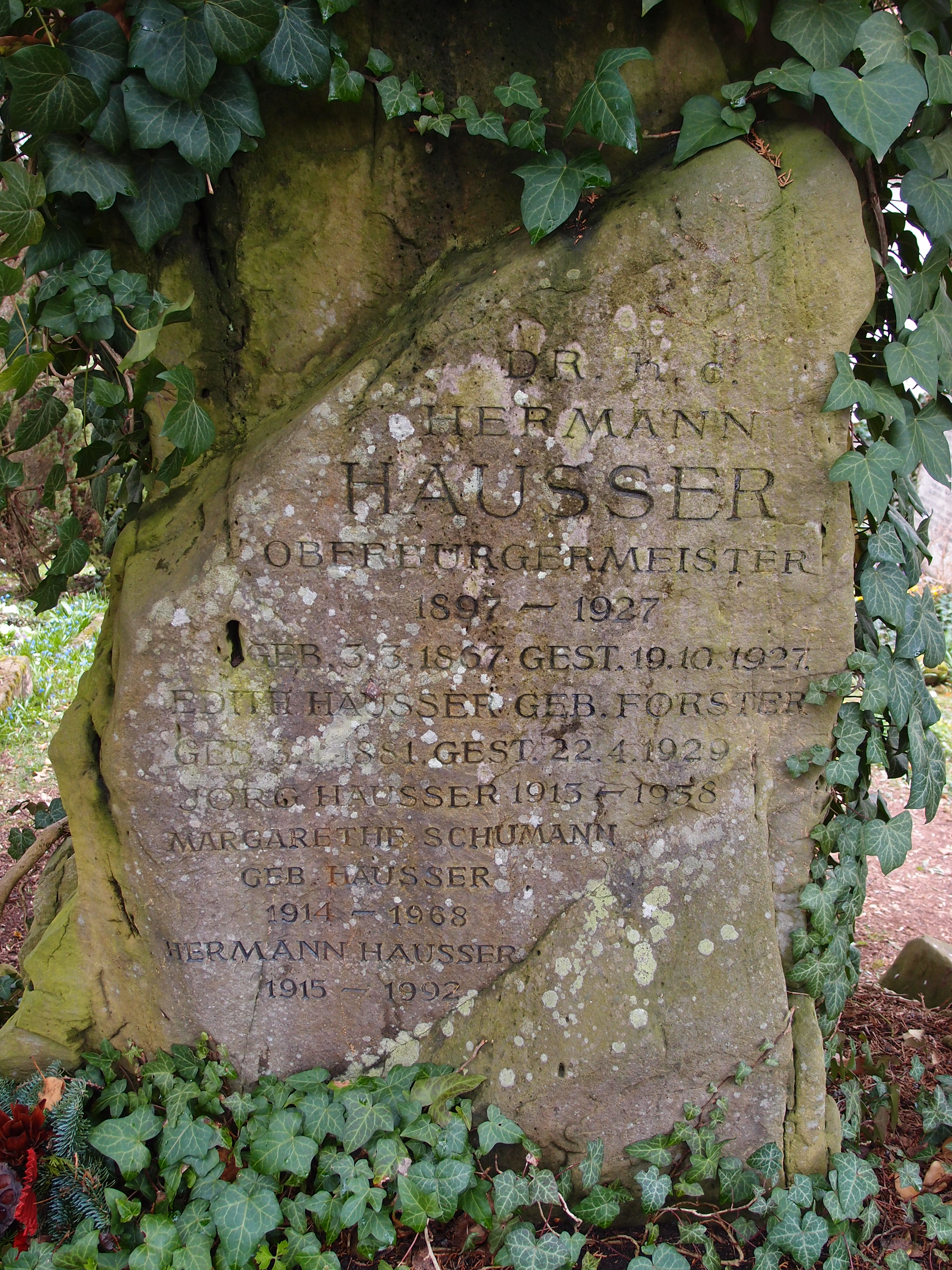
Grab von Hermann Haußer auf dem Stadtfriedhof Tübingen

## Festumzug zur Feier von mehr als 2000 Studenten in Tübingen
Als im Sommersemester 1910 die Anzahl der Tübinger Studenten die magische Zahl 2000 überschritt, entschloss sich der Senat der Universität zu einer Feier, die am 22. Juni 1910 durchgeführt wurde. Der Ausschuss der Tübinger Korporationen bat das Schultheißenamt, die Stadt möge bei der Feier auf der Neckarinsel die Kosten für das Bier übernehmen, „wie es bei ähnlichen Anlässen in Marburg, Greifswald, Freiburg und Leipzig geschehen ist“. Entrüstet sandte Bürgermeister Hermann Haußer dieses Schreiben an den Rektor der Universität. Es enthalte, so Haußer, die unangemessene „Erwartung“, die Bürgerschaft soll die gesamte Studentenschaft mit Freibier aushalten. Rektor Frank konnte den Ausschuss der Tübinger Korporationen schließlich davon überzeugen, dieses Gesuch zurückzuziehen.